# Ракетні катери проєкту 183-Р

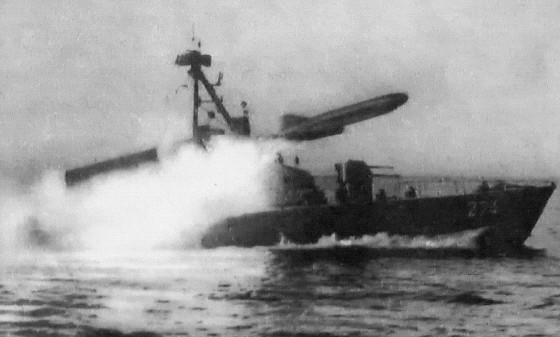
Ракетний катер типу 183-Р здійснює пуск ракети.

Ракетні катера проєкту 183-Р «Комар» — тип радянських ракетних катерів. Став першим у світі ракетним катером і, відповідно, започаткував новий клас серед швидкісних ударних катерів.

## Історія
Був створений у 1959 році на базі торпедного катера проєкту 183, на які замість торпедного озброєння були змонтовані дві пускові установки ангарного типу для ракет П-15 «Терміт».
Будували на двох підприємствах — заводі № 5 («Алмаз») у Ленінграді і № 602 Владивостоці.
З 1959 року по кінець 1965 року за цим проєктом було побудовано 112 катерів, в тому числі проєкту 183Е (Е —експериментальний, 1957 рік) — 2 одиниці, проєкту 183Р — 58 одиниць, проєкту 183ТР — 52 одиниці, проєкту 183Р-ТР — 2 одиниці. Альтернативно, в 1961 році був розроблений проєкт катери 205У, відмінності в проєктах полягали в заміні ангарів для ракет більш компактними циліндричними контейнерами під ракету П-15У з крилом, що складалося.
На катері монтувалися прилад управління стрільбою «Клен», який отримував дані від РЛС «Рангоут».
Катери поставлялися і багатьом іншим країнам, союзним чи дружнім СРСР:
| Країна    | Кількість | Роки поставок | Примітки                                   |
| --------- | --------- | ------------- | ------------------------------------------ |
| Куба      | 18        | 1962 — 1966   | В даний час виведені зі складу флоту       |
| Індонезія | 12        | 1961 — 1965   | Виведені зі складу флоту в 1969 р.         |
| КНДР      | 10        |               | Поставки здійснювали як СРСР, так і Китай. |
| Сирія     | 9         |               |                                            |
| Китай     | 8         | 1961          |                                            |
| Єгипет    | 7         | 1962 — 1967   | В даний час виведені зі складу флоту       |
| Алжир     | 6         | 1967          |                                            |
| В'єтнам   | 4         |               | В даний час виведені зі складу флоту       |
| Ірак      | 3         | 1972 — 1976   | Всі знищені під час війни в Іраку          |

У Китаї катери будувалися за ліцензією (Тип 024, побудовано близько 40 одиниць), а в Єгипті на їх основі в 1980 році був розроблений свій тип ракетних катерів — October (побудовано 6 одиниць).

## Бойове застосування
Катери цього типу вперше в історії морських воєн успішно застосували керовані протикорабельні ракети. 21 жовтня 1967 року два єгипетські катера проєкту 183Р, № 504 під командуванням капітана 3-го рангу Ахмед Шакер Абд ель-Вахеда і № 501 під командою капітана 1-го рангу Лютфі Джадалла застосували ракети П-15 «Терміт» по ізраїльському есмінцю «Ейлат» (британський корабель, побудований 1944 року, водотоннажністю 1 710 тон). В результаті влучань есмінець затонув, загинули 47 моряків.
13 травня 1970 року єгипетським катером 183Р був потоплений ізраїльський траулер «Вріт» водотоннажністю 70 тонн, що здійснював вилов риби у лагуні аль-Бардавіль. Загинули 4 члени екіпажу.
Пізніше катери типу «Комар» використовувалися в арабо-ізраїльській війні 1973 року.